# Monterrey FAAC
Unter der Bezeichnung Monterrey FAAC spielte eine mexikanische Fußballmannschaft aus Monterrey im Bundesstaat Nuevo León in den 1990er-Jahren in der Tercera División und gewann die Meisterschaft der Saison 1994/95.
Diese Mannschaft war eine Art Betriebssportgemeinschaft der in Monterrey ansässigen Filiale der italienischen FAAC Group.